# 孫士寧
孫士寧（1610年7月20日—1650年），字文以，號孫山。山西太原府壽陽縣人。清初政治人物。

## 生平
行一。治書經。崇禎十二年（1639年）己卯科中式山西鄉試第三十五名舉人，崇禎十六年（1643年）登癸未科進士，吏部觀政。
明亡仕清。順治三年（1646年），官兵部主事，任丙戌科會試同考官，順治五年（1648年），官大同左衛道兵部郎中、陝西按察使司榆林兵備道僉事。
順治六年（1650年），延安營參將王永强策應姜瓖叛清，攻陷延安、榆林等十九州縣。孫士寧受職。順治七年（1651年），官兵恢復府谷縣，孫士寧被擒，隨即處斬。